# Amen
För andra betydelser, se Amen (olika betydelser).
Amen (Hebreiska: אָמֵן, ʾāmēn) är ett utrop eller uttryck som återfinns i Bibeln. Det används inom de abrahamitiska religionerna, d.v.s. judendomen, kristendomen och islam. Ordets ungefärliga översättning är "sannerligen", "förvisso", "trovärdigt" och "låt det så ske".

## Amen inomjudendomen
I Tanach används Amen på tre sätt:
- Som ett bifallsrop (till exempel i 5 Mos 27:15)
- Som ett bekräftande svar (till exempel i Jer 11:5)
- Som avslutning på psalmer, "låt det så ske" (till exempel i Ps 41:14 och 89:51)

Uttrycket används alltså i Gamla testamentet i betydelsen "sannerligen", "trovärdigt" bara om någon annans ord. 
Inom judendomen uppfattas Amen som en akronym för  A[l] (eller El),  Me[lech],  N[e'eman] som betyder "Herren (eller Gud) [vår] konung [är] tillförlitlig". Ordet har samma lingvistiska rot som det hebreiska ordet emuna som betyder "tro".

## Amen inomkristendomen

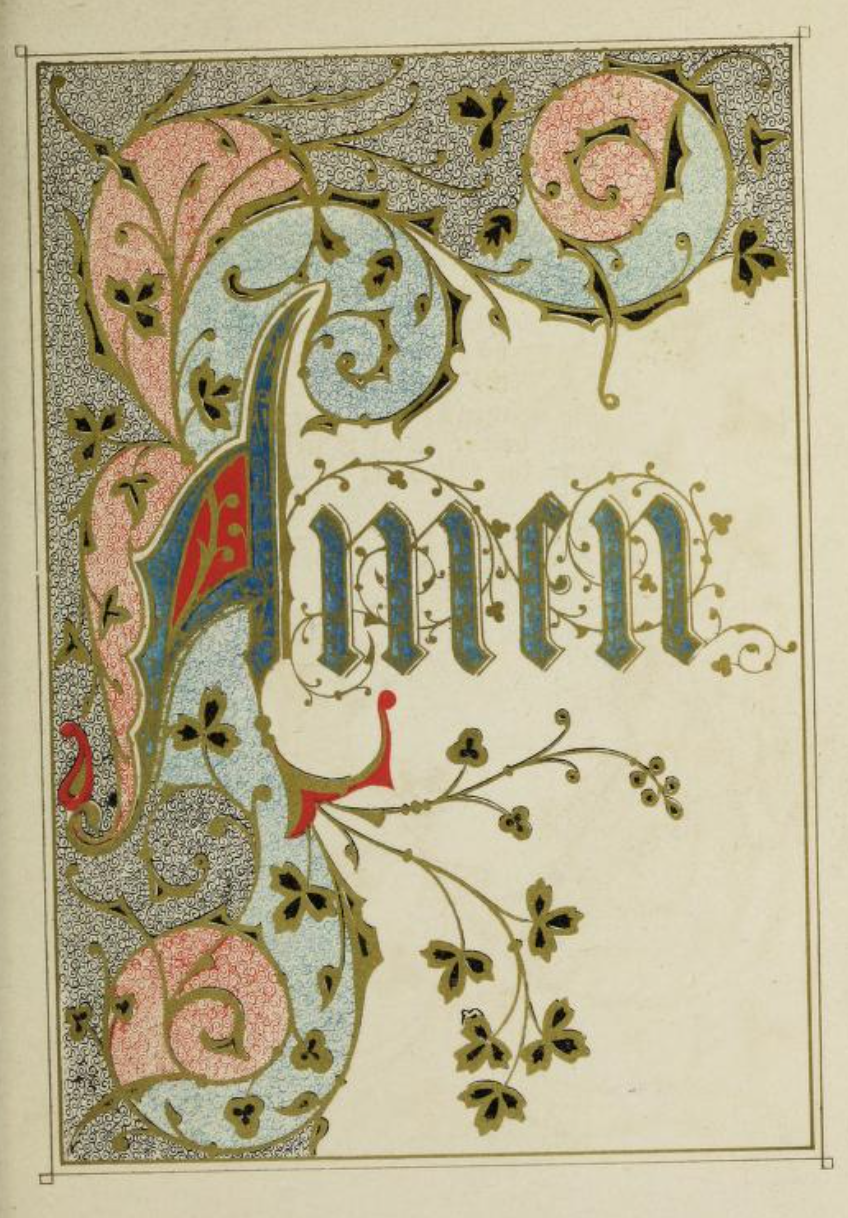
Utsmyckat "Amen" från den upplysta boken Bergspredikan designad av Owen Jones, publicerad 1845.

Jesus använde uttrycket helt annorlunda än de gammaltestamentliga författarna. Han använde det auktoritärt för att förstärka sina egna ord "Amen, säger jag er...". I Johannesevangeliet skrivs det alltid dubbeltecknat "Amen Amen, säger jag er...", I Uppenbarelseboken 3:14 kallar Jesus sig själv för "han som är Amen, det trovärdiga och sannfärdiga vittnet" (Sv. folkbibeln 1996, 1998).
Vanan inom kristendomen att avsluta böner med Amen ska ha uppkommit genom de handskrifter och översättningar av Matteusevangeliet som har med en extra rad på Herrens bön ("Fader vår") i Matt 6:9-13 så att bönen får en lovprisande avslutning "Ty riket är ditt och makten och äran i evighet, Amen." 
Nya Testamentets författare använder uttrycket på samma sätt som författarna i Gamla Testamentet.
Paulus använder ordet i alla sina brev men särskilt i Romarbrevet där det finns i 1:25, 9:5, 11:36, 15:33 och flera gånger i kapitel 16.
Nya testamentet avslutas med det förhoppningsfullt bekräftande "Amen, kom, Herre Jesus!" (Upp 22:21 Sv. folkbibeln 1996, 1998)
Inom kristendomen, speciellt i kyrkor som grundats i väckelserörelser, fungerar Amen  som ett bifallsrop vid predikningar, betydelsen är jämförbar med "bravo", "sant", "jag instämmer" och är identiskt med det judiska bruket som togs upp ovan. I sammanhanget kan uttrycket kombineras med halleluja och meningen bli då ungefär "det är sant, pris ske Gud". 
Enligt Martin Luther föreskrev Kristus att amen skulle avsluta Fader vår. Enligt Luther bekräftade detta att Kristus har en vilja att lyssna till bönen. Luther uppfattade uttalandet av amen som tillbedjarens uttryck för visshet om bönhörelse.
Amen är också en del av liturgin i många högkyrkliga sammanhang.
Amen har betydelsen "låt din vilja ske" de kristna använder ofta amen som ett slutord på sin bön. Gud vet alltid bäst, man får be om vad som helst men det kommer kanske inte ske på grund av Amen (Låt din vilja ske). Din i denna situationen är då de kristnas Gud.

## Amen inomislam

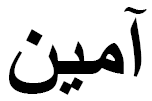
Ameen utskrivet på Arabiska

Amen används av muslimer vid brevskrivning och som avslutning av böner.

## Amen inomnyhedendomochfrimureri
Inom nyhedendom och wicca används vanligtvis inte uttrycket Amen, då det anses ha kristet ursprung. Man använder dock ofta den synonyma frasen "må det så ske". Detta kan jämföras och möjligen härledas till frimurarna, där man i vissa ritualer säger "Amen, må det så ske".